# Màquina

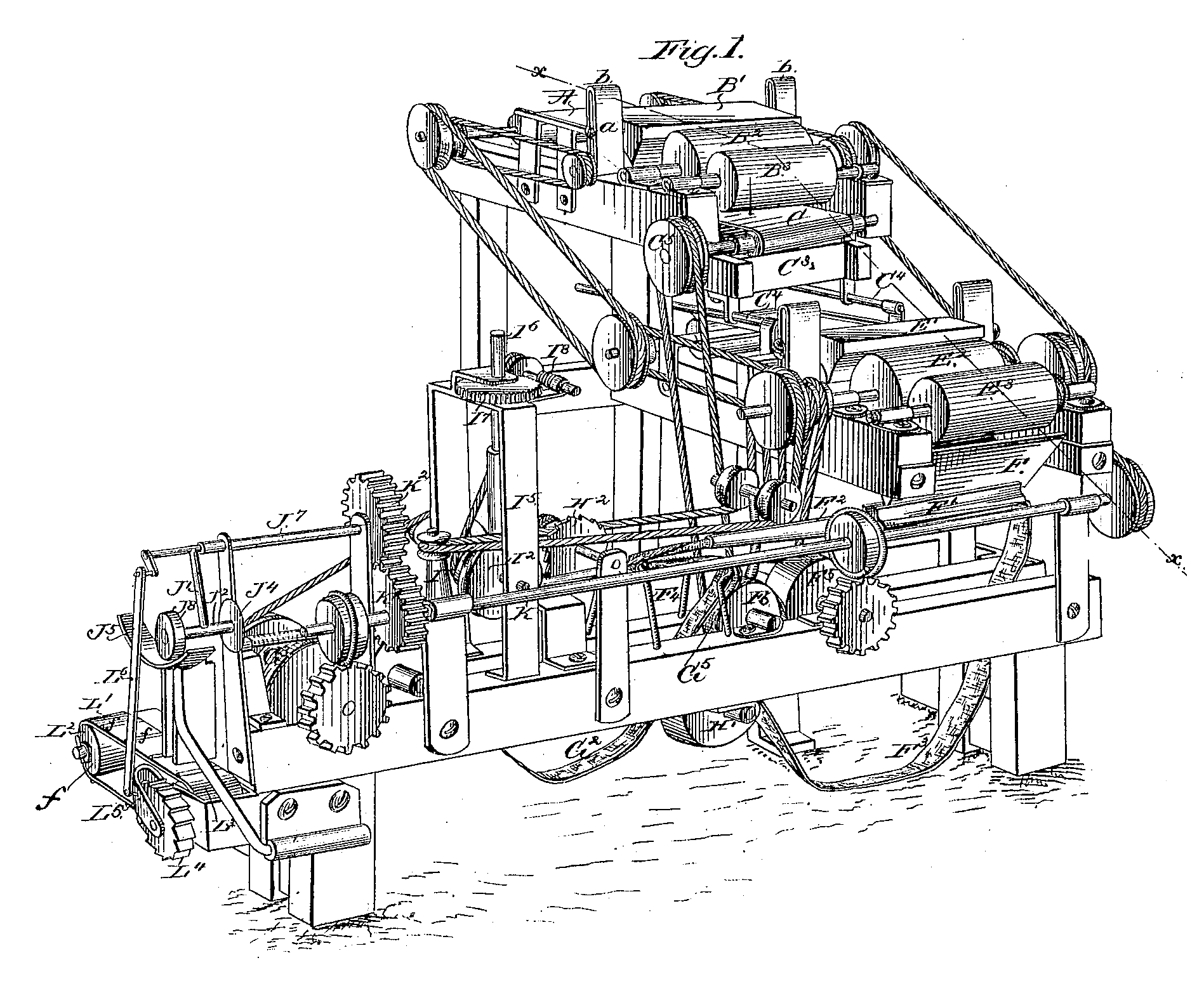
Màquina per fer cigarretes de James Albert Bonsack, patentada el 1881.

Una màquina és un conjunt independent de mecanismes dissenyat amb l'objectiu de realitzar una o més tasques determinades. Una màquina pot ser o no automàtica o intel·ligent, per exemple, contenir o no elements elèctrics, electrònics, hidràulics, etc. Algunes poden rebre noms concrets segons llur ús o objecte, com ara màquina d'afaitar, màquina de cosir, màquina de rentar, màquina d'escriure, màquina de retratar, màquina de calcular, màquina de picar carn, màquina de tallar embotits, màquina de fer xurros, màquina de segar, màquina d'imprimir, etc.

## Etimologia
El mot "màquina" deriva del llatí machina, que al seu torn deriva del grec dòric μαχανά (makhana), significant: astúcia, invenció enginyosa o dispositiu, una derivació de μῆχος mekhos "vol dir, convenient, remei".

## Classificació

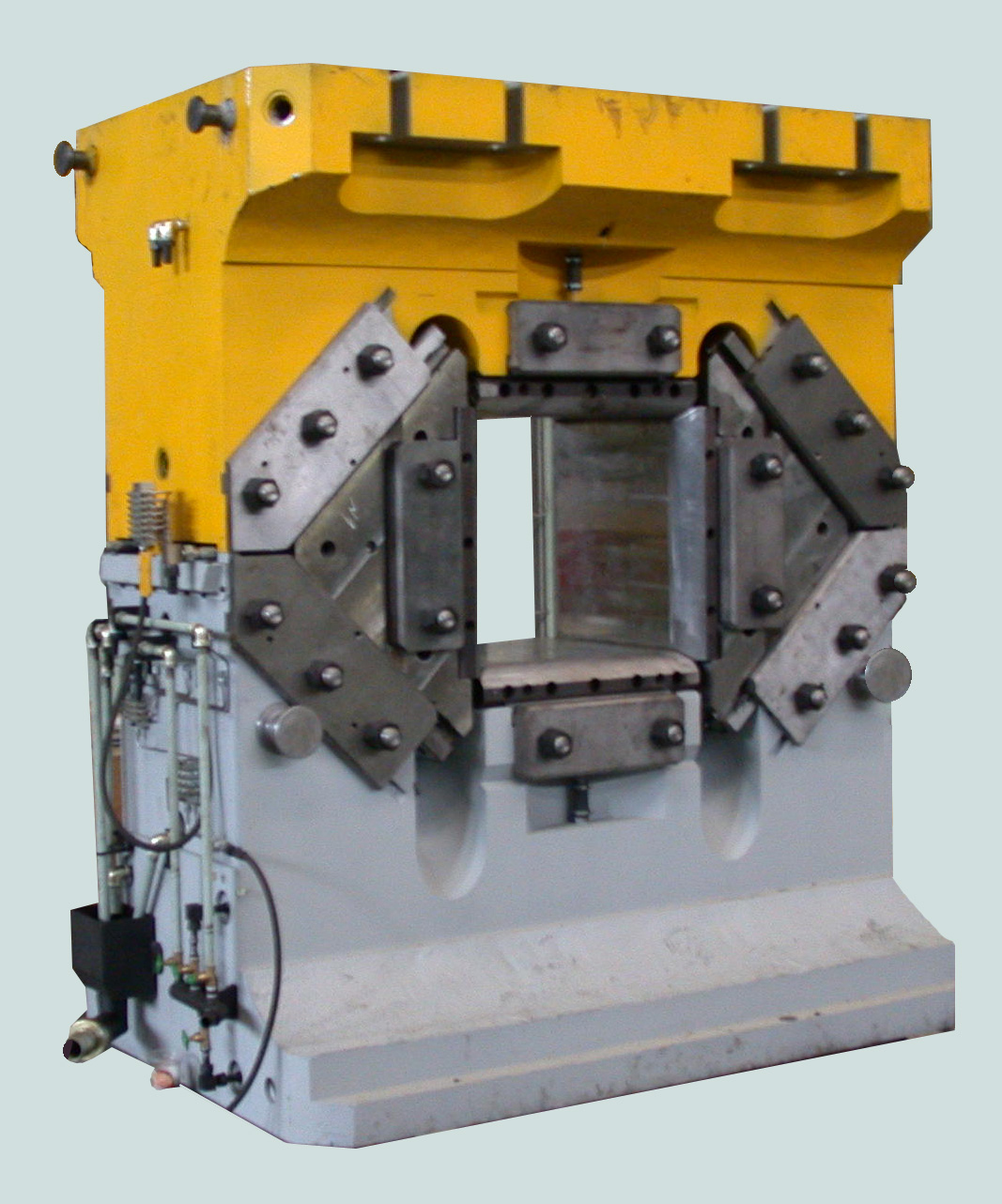
Les màquines de forja són un exemple de màquines operatives.

Esquema d'una instal·lació de generació elèctrica. En la part A se situa en generador elèctric: 1. estator i 2. rotor. En la part B es pot veure una turbina hidràulica: 3. estator amb àleps regulables i 4. àleps de rotor. L'energia s'extreu del fluid operant 5. i la connexió entre les dues màquines s'assegura amb l'acoblament 6. entre els eixos de les dues màquines.

Una primera classificació permet agrupar dos tipus de màquines que, per definició, fan servir energia o la transformen per tal de causar efectes en forma de treball útil. D'aquesta definició, se'n desprenen dues categories:
- Les màquines motrius, que transformen en energia mecànica l'energia (tèrmica, elèctrica, mecànica, etc.) o viceversa.
- Les màquines operatives, que actuen sobre la matèria modificant-ne la forma, les dimensions, el muntatge, etc.

En aquesta classificació cal remarcar dos grups que podrien ser considerats màquines:
- Dispositius similars a les màquines que serveixen per a prestar suport a una màquina, s'anomenen útils. Aquest grup sol fer-se servir intensivament a les àrees de la fabricació i el manteniment.
- Sol utilitzar-se el terme aparell per als dispositius, en especial els electrònics, que no tenen una funció principal d'entregar un treball mecànic (ordinador, instruments de mesura...).

Hom pot fer també classificacions parcials, atenent factors que intervenen en el funcionament o en l'ús de la màquina. Així, segons l'aplicació, hom pot classificar-les en: màquines agrícoles, màquines eines, màquines calculadores, etc.
En el primer punt de la classificació s'han vist les màquines que transformen energia d'un tipus a un altre segons l'aplicació. Cabria destacar que segons la forma com és fornida l'energia a la màquina o la forma de l'energia produïda, es poden distingir entre dues classificacions:
- Les màquines elèctriques, que transformen o produeixen l'energia elèctrica.
- Les màquines de fluid, que transmeten energia a un fluid (Màquines Motores) o bé reben l'energia del fluid (Màquines Generadores). Igualment, les màquines de fluid poden classificar-se de diverses formes:
  - Segons si el fluid operant treballa de forma compressible o no. (Compressible implica treballar amb un gas i amb diferències de pressions superiors a 10 kPa):[5] Màquines tèrmiques (compressible), Màquines hidràuliques (incompressible).
  - Segons si el fluid operant treballa en cicle obert o cicle tancat. (Cicle obert implica un procés estacionari, és a dir, es pot considerar que l'estat termodinàmic i la velocitat d'un punt del conducte no varia amb el temps)

### Tipus de màquines
| Classificació        | Classificació               | Màquina |
| -------------------- | --------------------------- | --- |
| Màquina simple       | Màquina simple              | Pla inclinat, roda i eix, palanca, politja, falca, rosca                                                                    |
| Components mecànics  | Components mecànics         | Eix, corretja, catúfol, sistema de fixació, engranatge, clau, cadena, cremallera, cadena de transmissió, corda, molla, roda |
| Rellotge             | Rellotge                    | Rellotge atòmic, cronòmetre, rellotge de pèndol, rellotge de quars                                                          |
| Compressors i bombes | Compressors i bombes        | Cargol d'Arquimedes, Bomba d'ariet, bomba, Trompa d'aigua, Bomba de buit                                                    |
| Màquines tèrmiques   | Motors de combustió externa | Màquina de vapor, Motor Stirling, Motor Ericsson,                                                                           |
| Màquines tèrmiques   | Motors de combustió interna | Motor d'explosió, Turbina de gas                                                                                            |
| Bomba de calor       | Bomba de calor              | Refrigeració per absorció, Refrigeració termoelèctrica, Refredament regeneratiu                                             |
| Mecanisme            | Mecanisme                   | Pantògraf, Mecanisme de Peaucellier-Lipkin, Mecanisme de Sarrus,                                                            |
| Turbina              | Turbina                     | Turbina de gas, propulsió a reacció, turbina de vapor, turbina d'aigua, aerogenerador, molí de vent                         |
| Perfil               | Perfil                      | Vela, ala, timó, flap, hèlix                                                                                                |
| Electrònica          | Electrònica                 | vàlvula electrònica, transistor, díode, resistència, condensador, inductor                                                  |
| Miscel·lània         | Miscel·lània                | Robot, Màquina expenedora, Túnel de vent, Controlador de pes, Màquina rebladora                                             |

### Màquina simple

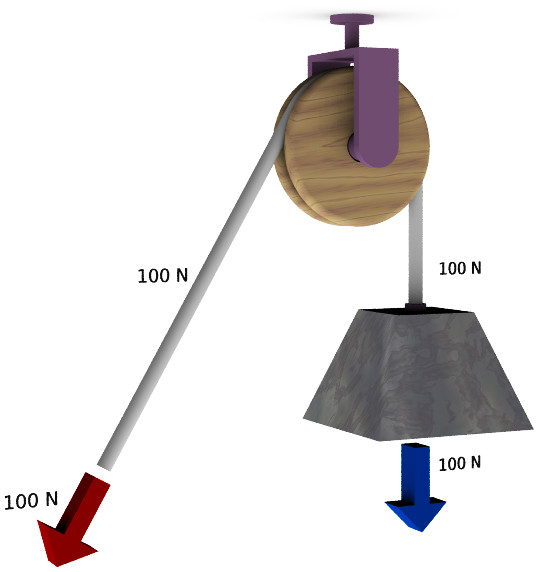
Corriola simple fixa, una de les màquines simples

Una màquina simple és una màquina estàtica que serveix per a equilibrar una força (resistència) amb una altra (potència) a través d'un element mecànic amb un punt fix (anomenat punt de suport). Hom les classifica en tres gèneres, segons que el punt de suport sigui situat:
- entre els punts d'aplicació de la potència i de la resistència (primer gènere),
- al costat del punt de resistència (segon gènere) o
- al costat del punt de potència (tercer gènere).

La llei d'equilibri d'aquestes màquines relaciona les intensitats de la potència (P) i de la resistència (R) amb les distàncies dels punts d'aplicació de la potència (a) i de la resistència (b) al punt de suport, segons la fórmula P · a = R · b. Les principals màquines simples són la palanca, la politja i el torn.

### Màquina eina
Dins de la indústria, les màquines eines de control numèric permeten millorar la productivitat i la reproductibilitat del treball efectuat, reduint notablement les toleràncies de fabricació.

### Robot industrial
Per tal de limitar les penúries de certs treballs i també d'operar a qualitat constant en treballs de pintura, soldadura o muntatge, la indústria fa servir intensivament els robots de posició fixa o robots mòbils per l'aprovisionament dels llocs de treball.

## Màquines automàtiques
Des del punt de vista de la producció econòmica (industrial, agrària, etc.) se sol distingir entre la producció manual; a la qual per exemple una persona construeix un instrument de música o cultiva el seu hort sense tractor; la producció mecànica, a la qual s'introdueixen màquines utilitzades per persones, com per exemple a una cadena industrial típica, un autobús conduït per una persona o un cultiu al qual el pagès utilitza vehicles-eina; i la producció automatitzada, la qual està íntegrament formada per màquines programades no accionades per persones, com seria el cas d'un procediment industrial automatitzat (una fàbrica amb un moll al qual entren camions amb mercaderia prima i surten amb mercaderia processada, sense que hi treballi ningú a dins), un tramvia sense conductor o un cultiu al qual totes les tasques les fan màquines i sistemes programats. Actualment és poc freqüent encara que l'automàtització sigui completa, sent sovint una barreja entre mecànica i automàtica.
Així, les línies de producció, formades per conjunts de màquines, poden o no estar automatitzades, totalment o parcialment. Les màquines també poden ser automàtiques, per exemple un automòbil automàtic és un al qual no li cal conductor.

## Parts d'una màquina

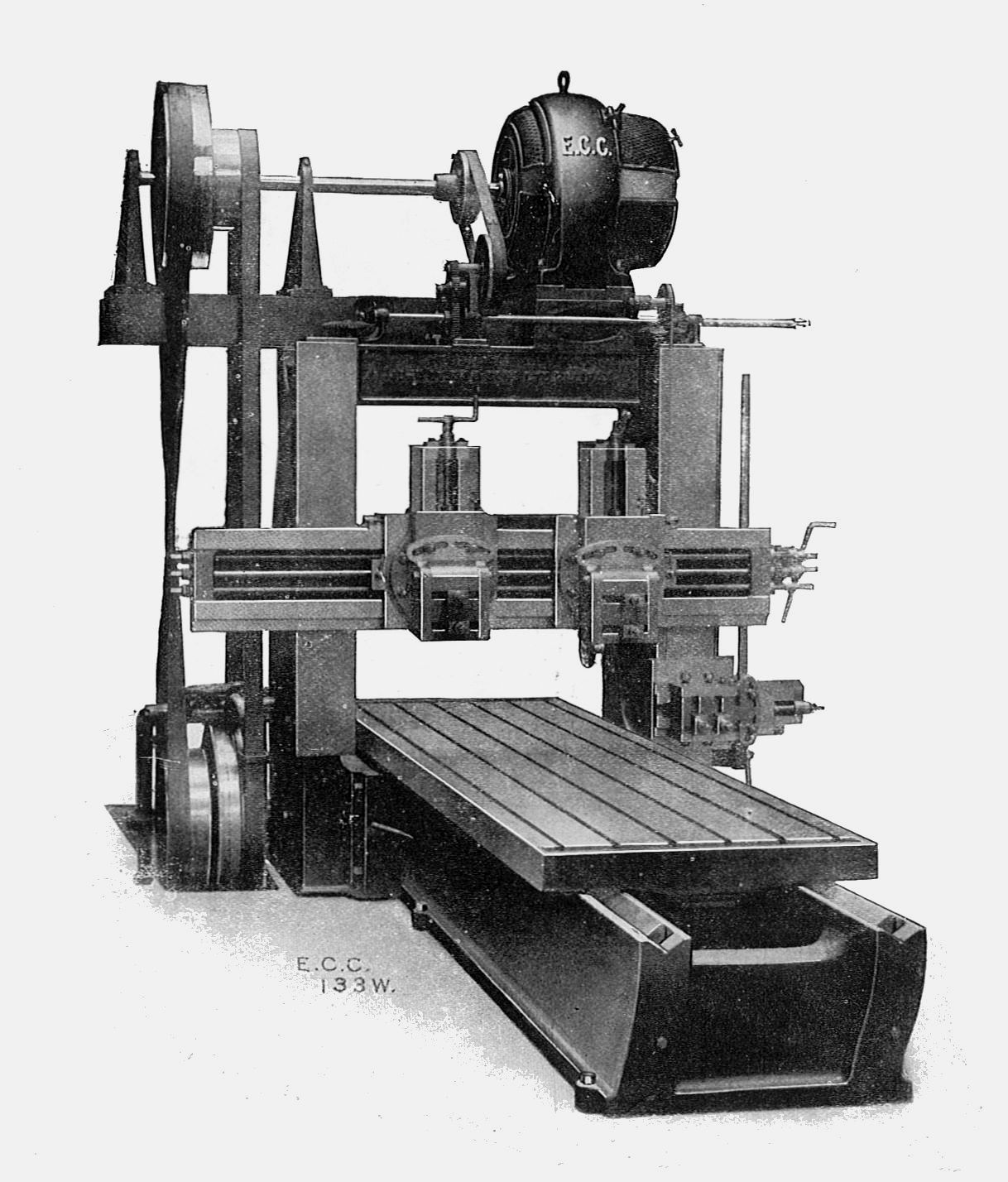
Aplanadora. El motor a la part superior dreta transmet parell a l'eix de potència que es troba a la part superior, de manera que s'extreu energia per a moure els mecanismes de la màquina.

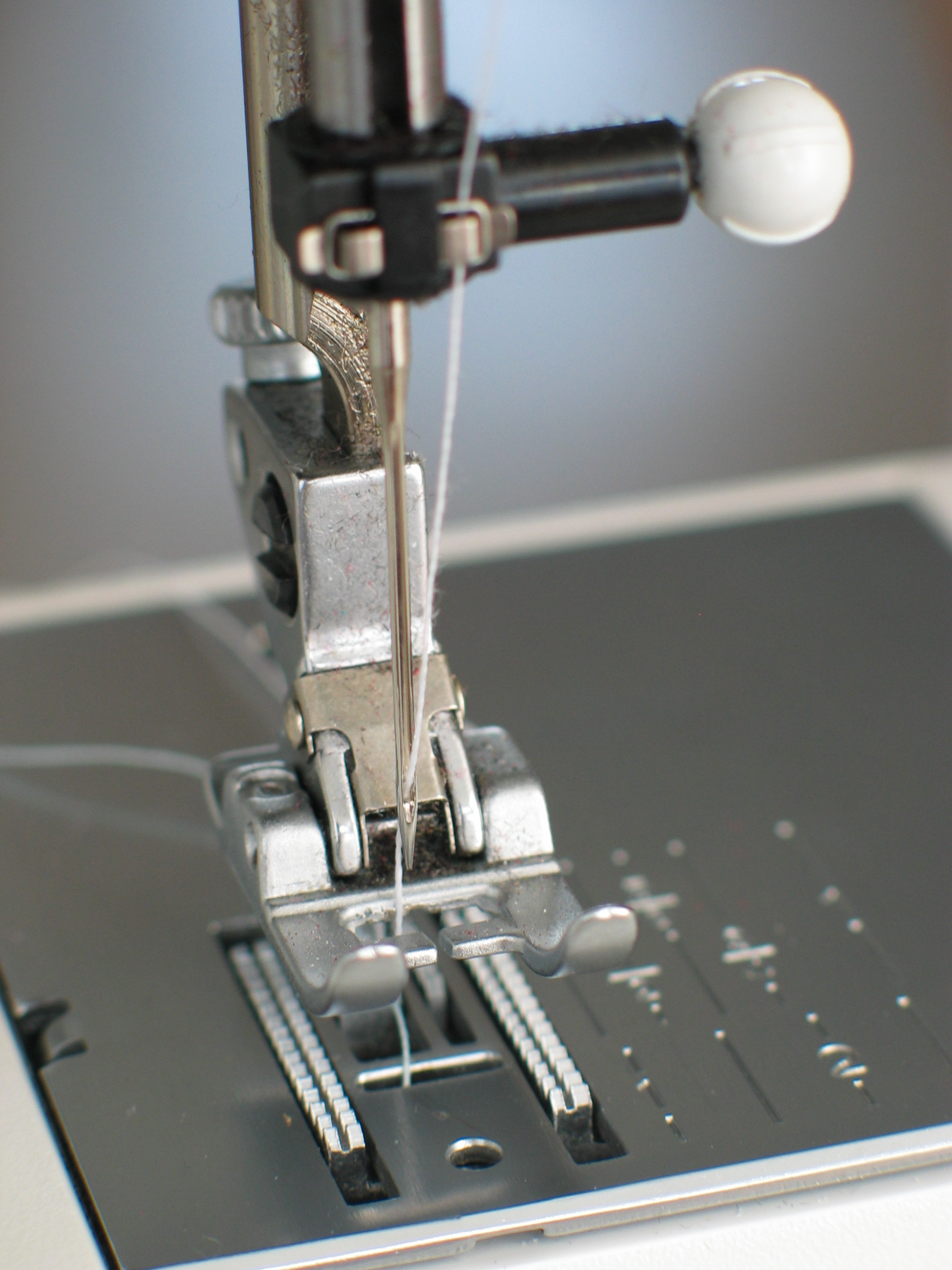
Detall d'una màquina de cosir. Es tracta d'un exemple de màquines que es mouen a partir de l'energia proporcionada per un motor, transformada per una sèrie de mecanismes.

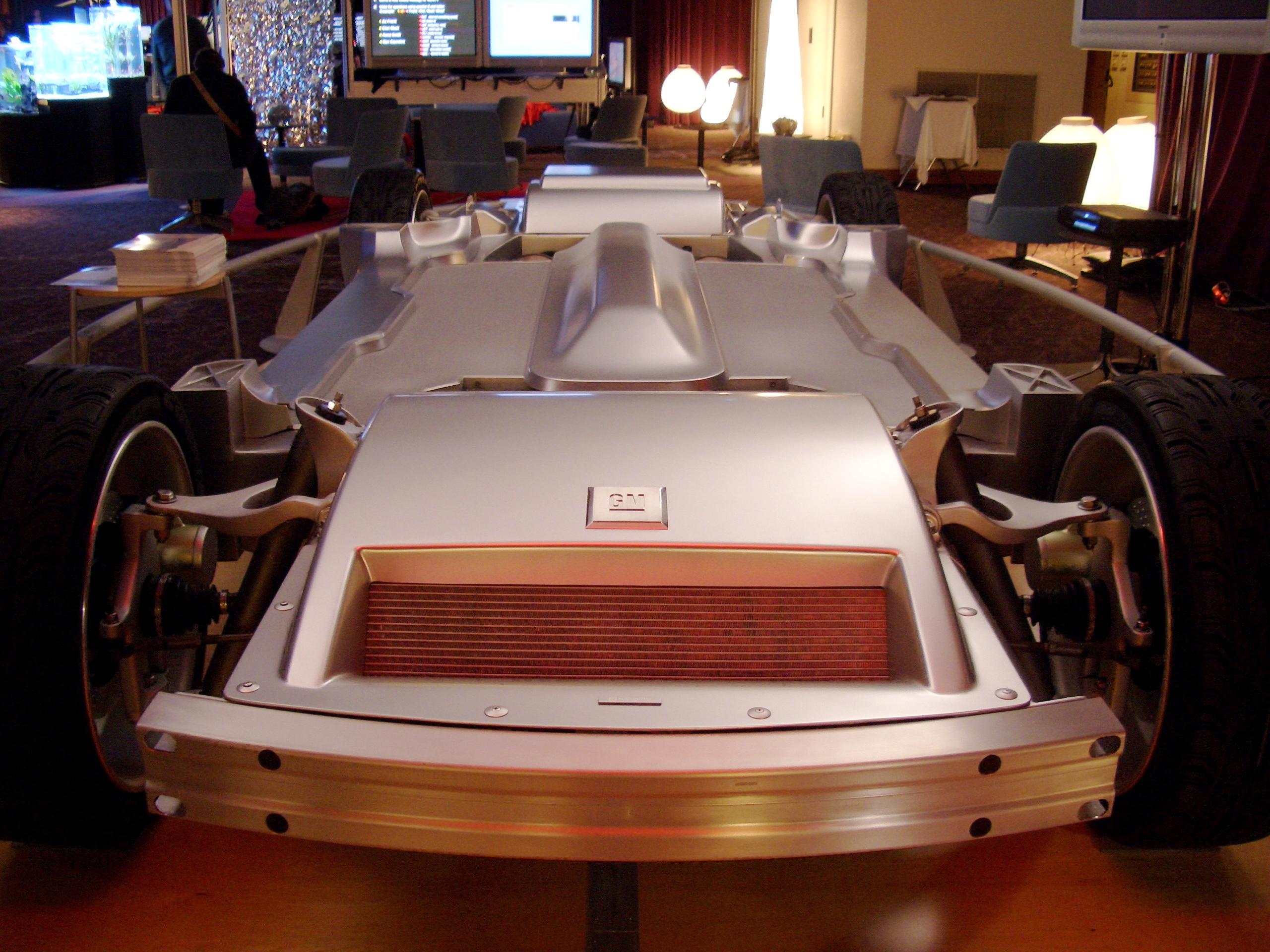
Bastidor d'un prototip d'automòbil amb pila d'hidrògen.

En la seua definició primigènia, els elements constitutius d'una màquina són:
- Motors. Són els mecanismes que transformen l'energia per a la realització del treball requerit. Cal assenyalar que els motors també són màquines, en aquest cas destinades a transformar l'energia original (elèctrica, química, potencial, cinètica) en energia mecànica en forma de rotació d'un eix o moviment alternatiu d'un pistó. Aquelles màquines que realitzen la transformació inversa, quan és possible, es denominen màquines generadores o generadors i encara que pugui pensar que es circumscriuen als generadors d'energia elèctrica, també s'han d'incloure en aquesta categoria un altre tipus de màquines com ara, les bombes o compressors. Evidentment, en ambdós casos parlarem de màquina quan tingui elements mòbils, de manera que quedarien excloses, per exemple, piles i bateries.
- Receptors: Són la càrrega on es transmet finalment la potència resultant de la màquina.
- Elements comunicadors: Són elements comunicadors els eixos, les cadenes, les corretges i tots aquells elements que permeten la transmissió de forces a distància. Permeten facilitar la disposició dels elements de màquines adaptant-se fàcilment a les diferents relacions de transmissió requerides entre els eixos o elements a connectar.
- Elements modificadors: Mecanismes i acoblaments. És el conjunt d'elements mecànics, mòbils i estàtics, destinats a transformar l'energia proporcionada pel motor per tal d'assolir l'efecte útil buscat. Els mecanismes i acoblaments serveixen per a transmetre forces i velocitats des de la planta motriu fins al lloc d'aplicació. Gràcies a aquests es pot transformar la força o parell generats i les velocitats de transmissió segons les necessitats de l'aplicació concreta.
- Reguladors: Són els elements que permeten garantir el funcionament de la màquina de manera uniforme, dirigida i corregida en cas de variacions requerides per la mateixa màquina, per l'operador (pot ser automàtic) i per la càrrega respectivament.

### Altres components
Altres components que poden ser pressents o no a una màquina, per exemple, són:
- Bastidor: És l'estructura rígida que pot suportar el motor i els mecanismes, garantint l'enllaç entre tots els elements, per exemple en un vehicle.
- Carcassa: És l'estructura rígida que suporta i protegeix la màquina, envoltant-la.
- Components de seguretat per als usuaris: Són aquelles parts de la màquina que, sense contribuir al treball de la màquina, estan destinades a protegir a les persones que treballen amb ella. Actualment, en l'àmbit industrial és molt important la protecció dels treballadors, atenent a l'imperatiu legal i econòmic i a la condició social d'una empresa que constitueix el camp de la seguretat laboral, que està compresa dins del concepte més ampli de prevenció de riscos laborals.
- Elements de protecció de la mateixa màquina: Filtres d'aire, juntes, pantalles, fundes guardapols, gels deshidratants, greixadors de peduncle, greixadors manuals, etc. Permeten aïllar les superfícies de contacte o la lubricació de la màquina de les partícules en suspensió i de la humitat present en l'ambient. La contaminació de partícules suspeses pot incrementar el ritme de degradació de la màquina, mentre que la humitat i l'aigua dilueix els lubricants i perjudiquen greument el seu rendiment, accelerant també l'oxidació de les parts metàl·liques.
- Elements auxiliars per al transport o altres usos secundaris: Moltes màquines o subconjunts desmuntables de grans dimensions tenen anelles, ganxos o elements reforçats que faciliten la manipulació i transport. La majoria de màquines petites es transporten en maletins o carcasses de protecció.

No són components de cap màquina:
- Embalatge: Una màquina es pot vendre en un embalatge més o menys complex, com la majoria de productes del mercat.
- Manual d'instruccions: Moltes màquines es venen juntament amb una mena de guia d'ús d'acord amb la legalitat vigent. Algunes instruccions bàsiques o de seguretat s'incorporen a la màquina de forma permanent, sia serigrafiades, sia mitjançant adhesius o xapes metàl·liques, entre d'altres.

## Ús històric de màquines
Les màquines són emprades des de l'antiguitat amb l'ús de màquines simples com el pla inclinat o la roda. L'exemple més antic de màquina composta de mecanismes és la descripció d'una premsa d'oli l'any 580 aC, trobada a l'illa de Thirasia el 1879. Les innovacions gregues van portar al desenvolupament del molí d'aigua, que constituïa l'única màquina inventada per l'ésser humà que no emprava força humana per a complir la seua funció. Són destacables, d'aquest període les màquines experimentals desenvolupades per Heró, com una primera aplicació de turbina eòlica o l'eolípila que mostrava el principi de reacció mitjançant l'aparell més antic que funcionava amb vapor.

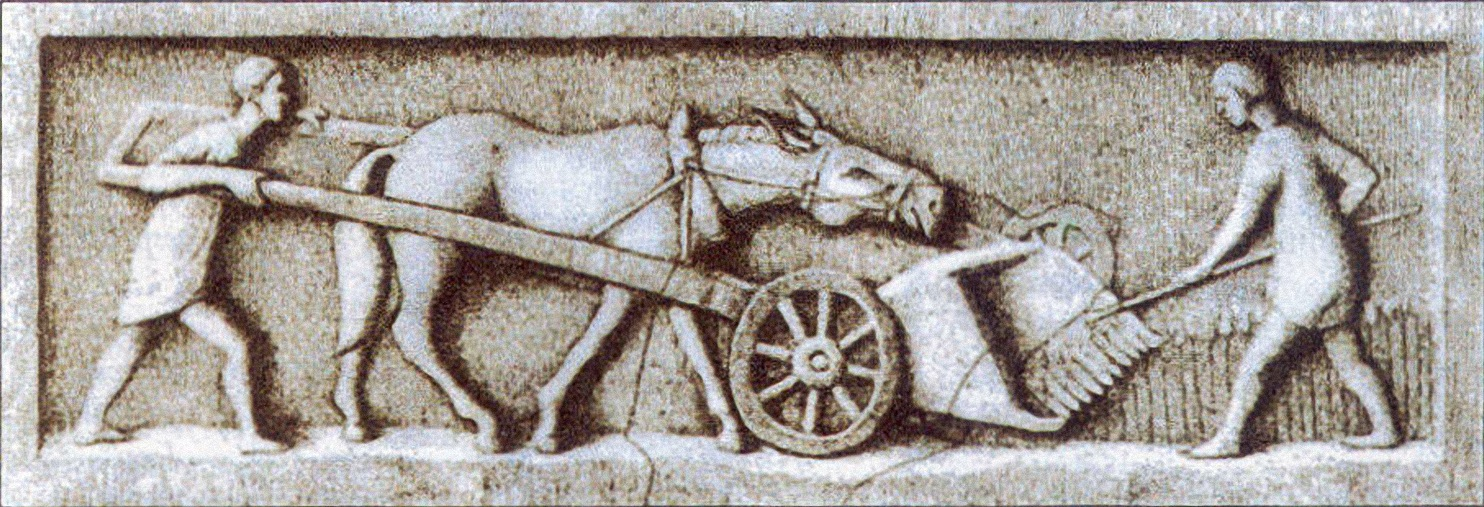
Màquina de segar romana d'origen celta (Gàlia).

Un dels incentius per al desenvolupament de les màquines fou l'agricultura, que requeria tècniques de bombament eficaces. Un bon exemple fou la roda d'aigua, la roda compartimentada i també el cargol d'Arquimedes. També és interessant la màquina de segar que usaven els gals segons Plini el Vell, de la que no es té constància als anys obscurs.
L'ús de màquines de guerra està documentat des de l'antiguitat: ariets, catapultes, balistes, brigoles, foc grec, ...Moltes armes (per exemple la ballesta o les armes de foc) són màquines especialitzades.
La importància del ginys militars i de les persones que les dissenyaven i construïen ("ingeniatores", enginyers) és indiscutible tot i que s'acostuma a considerar les màquines bèl·liques de manera separada a la de les màquines utilitàries.
El seu desenvolupament (teoria de funcionament, disseny, materials, construcció, etc.) ha influït molt en el progrés de les màquines no militars. La fabricació en sèrie i les peces intercanviables (normals en les màquines modernes), tingueren un origen militar (antigues drassanes, armes de foc…).

### "Màquines simples" com a elements "atòmics" de les màquines generals
Al segle xvii, la filosofia donava molta importància a les ciències matemàtiques i físiques; sent molts pensadors, com Isaac Newton o Blaise Pascal entre d'altres, científics i alhora filòsofs. Durant període de la Il·lustració les màquines es van posar de moda i la mecanització de la producció, a partir de la màquina de vapor, va donar lloc a fàbriques i va revolucionar la societat. Sembla que en aquesta època un filòsof va teoritzar sobre mecànica (la part de la física que tracta sobre el moviment, és a dir l'espai i el temps) buscant els elements que ell considerava bàsics, en les paraules de llavors, "atòmics" (en el sentit que un mecanisme no pot ser més senzill, amb menys elements, sense deixar de ser mecanisme), de les màquines. En aquestos termes, certs elements eren classificats com les últimes parts en què es podien descompondre les màquines des del punt de vista de disseny. Aquestos elements, anomenats aleshores "màquines simples", podien combinar-se per formar màquines més complexes.
Molt abans, la descomposició de les màquines en elements simples també havia estat considerada per Aristòtil, que considerava que els quatre elements bàsics eren la politja (corda de tracció enrotllada a un tambor d'accionament), la corriola, la palanca i el pla inclinat. En algunes ocasions, la falca i el cargol han estat considerades com a derivats del pla inclinat. Actualment es consideren mecanismes bàsics els que transformen el tipus de moviment, com per exemple els formats per rodes dentades, el vis-sense-fi, el mecanisme pistó-biela-manovella, la politja, la roda excèntrica, etc.

### Desenvolupament de les definicions de la industrialització
Una aproximació a la cronologia del desenvolupament de la màquina moderna és:
- Segle XIX: La relació entre cossos rígids, que es troben forçats a actuar segons uns determinats moviments és coneguda. L'afegiment de restriccions als mecanismes per tal d'efectuar moviments determinats també es té en compte en els dissenys.
- Segle XX: Els esforços d'estandardització se centren en els dispositius, eines, instruments i sistemes per tal de distingir-los dels aparells: aparells com el combustible i els materials i l'equipament com la sensòrica posen en marxa, en paral·lel, sistemes complexos que no formen part de la màquina que efectua el treball, sinó que proveeixen de control i instrumentació.
- Finals del segle xx: A Europa, la màquina es defineix en la Directiva Màquines. Com a resultat de la computerització i l'automatització al segle 20, la nomenclatura de màquina s'ha expandit a la informàtica per abastar finalment els programes d'ordinador, on es poden simular també les màquines.

### Definició de la Directiva Màquines
Per a fabricants i usuaris en particular, es pot trobar la definició de màquina dins la Directiva 98/37/CE (Del Diari Oficial de la UE, publicació del 23 de juliol de 1998), la Directiva Màquines, redefinida a la Directiva 2006/42/CE. Ací s'especifica el que s'ha de considerar com a màquina i quines obligacions legals s'inclouen dins d'aquesta definició. Dins de l'Article 2 de la 2006/42/CE, paràgraf referit a la “màquina”, diu:
1. Objecte amb diferents sistemes de transmissió que reben potència de sistemes diferents a la potència animal o humana, que disposen o pretenen ser cadenes enllaçades de parts o components, de les quals almenys una n'és la part motriu i que es munten juntes per a una aplicació específica.
2. Un conjunt com el definit a l'anterior punt al qual li falten només les parts que el connecten a l'aplicació o a l'energia o les fonts de potència.
3. Un conjunt amb els propòsits del primer i segon punt, que funciona només si es munta en una instal·lació de transport o fixa dins un edifici o estructura.
4. Una sèrie de màquines, d'acord amb els punts primer, segon i tercer. O bé maquinària parcialment completada, que treballen conjuntament de manera que funcionen i estan ordenades i controlades com un tot.
5. Un conjunt de parts enllaçades o components, de les quals, almenys una, n'és la part motriu i que es troben unides conjuntament amb l'objectiu d'alçar càrregues, que tenen com a única força motriu aquella procedent d'un esforç humà sobre la part motriu.

Una màquina és una entitat separada essencialment independent del seu entorn de funcionament, ja que els seus components individuals no tenen sentit per separat sense la resta del conjunt.
Això no obstant, queden fora de l'abast de la Directiva Màquines, les “màquines que tenen com a potència motriu únicament la força humana, exceptuant aquelles que serveixen per a l'elevació de càrregues” (Directiva 98/37/CE, Article I, paràgraf 2a). Aquesta especificació del concepte fa que molts dispositius entren dins del concepte de les màquines. Al text de la regulació anterior hi apareixen encara moltes més excepcions i addicions que s'haurien de definir.
La Directiva revisada 2006/42/CE deixa fora moltes màquines incompletes, caracteritzades també pel fet que se suposa que funcionarien dins una altra màquina o dins d'equipament instal·lat que funcionaria en el sentit en el que ho defineix la Directiva (subconjunts de màquines segons la definició de màquina queden fora).
Exemples d'acord requeriments conseqüents associats a les directives EU són:
- Un sistema emmordassant de peces per a l'ús en màquines eina, que es relaciona amb energies i senyals de la màquina que el conté, no és una màquina.

Raó: No funciona sense la màquina que el conté, a alt nivell. Amb la nova Directiva Màquines (del 29 de desembre de 2009) es té en compte el terme de formula que reemplaça el de declaració d'incorporació.
- La Forca no és una màquina.

Raó: No hi ha unió amb cap màquina (per al propòsit buscat), no hi ha un conjunt de parts en moviment relatiu, només s'opera fent servir l'ús de la força humana i no hi ha cap tipus d'energia emmagatzemada.

### Més definicions específiques
- Una màquina és un conjunt mecànicament complet que engloba una planta de potència i el sistema de subministrament d'aquesta per tal de donar una sortida mitjançant un treball mecànic, després de passar pel sistema de transmissió mecànica de la màquina.
- Habilitat per a modificar material (tall, doblat, polit) dins dels límits de les seues possibilitats, però sense definició exacta: màquina = màquina eina.
- Màquines de propòsit específic: màquina = màquina especial.
- Màquines que tenen com a propòsit donar energia per tal d'efectuar un moviment = motor.
- Màquines, que retornen a un usuari humà habilitats físiques perdudes anteriorment = pròtesi.

### Exemples històrics

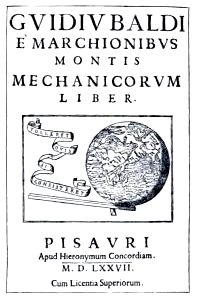
Portada de l'obra Mechanicorum Liber, de Guidobaldo del Monte. Pesaro (1577).

- L'ús sistemàtic de la palanca i la roda fou crucial per al desenvolupament de màquines.
- 700 aC: Estacions de bombament babilòniques a Assíria, treballs d'enginyeria.
- 550 aC: Torn: Utilització de les primeres màquines eina.
- 340 aC: Definició d'Aristòtil: palanca, cargol, màquina pròpiament dita i altres.[15]
- 200 aC. L'eolípila d'Heró d'Alexandria, primer motor de combustió.
- Segle II aC: Ctesibi
- Vitrubi (c.37 aC)
- Segle XV: Màquina com a obra d'art (enginyers-artistes com Leonardo da Vinci).
- Segle XVI: Màquina com a aparell tècnic (enginyeria de Galileo Galilei).[16]
- Jacques Besson (1569).[17]
- 1577: Guidobaldo del Monte. Obra sobre màquines "Mechanicorum Liber".[18]
- Segle XVII: Simulacions de la natura amb models mecànics, la mateixa natura és definida com a maquinària (per exemple: Descartes)
- 1629. Giovanni Branca. Le machine.[19]
- 1712: Thomas Newcomen, primera màquina de vapor útil (motor de combustió), millorada significativament el 1769 per James Watt.
- 1789: La Revolució Francesa, s'estableixen canvis en la mecànica i en la màquina (socials), i s'identifica la màquina com a principal actor de l'alliberament de la humanitat de l'esclavitud en el sentit en què es rebutgen els treballs del món antic.[20]
- 1818: J.A. Borgnis. Classificació de les màquines en un extens tractat en francès.[21]
- 1900: Es distingeix entre màquina de propòsit específic i màquina eina.[22]
- 1957: Integració de la màquina: sistema home-màquina.

## Màquines a la mitologia i la literatura
- En la mitologia grega, Hefest, el ferrer, va crear dones mecàniques d'or, els seus treballs més coneguts són Pandora i el gegant de bronze Talos.
- El rabí Juda Loew crea un home artificial, el Gòlem, fet d'argila per a protegir els jueus de Praga dels seus enemics.
- Freqüentment, el dimoni apareixia en els contes relacionat amb molins i altres estructures de l'enginyeria. El terme "obra del diable" es fa servir de manera sovint quan s'introdueix una nova tecnologia.
- En la literatura del Barroc i el Romanticisme també s'han anomenat criatures mítiques com a màquines, en la poesia de l'antiguitat eren normalment una criatura mítica, que constituïa un mecanisme que avançava la història.
- Entre finals del segle xviii i començaments del segle xix, paral·lelament a la revolució tecnològica es trobaven en la literatura romàntica l'ésser humà artificial, que prenia el rol central d'algunes obres.[23]
- En les ciències socials i la psicologia es tenien en compte aspectes mecànics per a presentar les situacions psicològiques o socials com una màquina, com va fer, per exemple, el filòsof Gilles Deleuze.
- A principis del segle xx els androides i robots entraven en la literatura. Isaac Asimov va formular les "lleis de la robòtica" per a definir el codi de conducta de les màquines que interaccionaven amb humans.

### Màquina i ésser vivent
Nombroses controvèrsies sorgeixen al tractar la qüestió de conèixer si els éssers vivents són o no màquines. Per Descartes i la tradició cartesiana, els cossos dels animals com dels humans són comparables als autòmats. El mateix si els humans escapen a l'estatus de màquines pures perquè posseeixen una ànima, conforme al dualisme cartesià. Per a la ciència moderna, les bases han de ser materialistes i, en ser els éssers vivents sistemes materials complexos, que mantenen la seua complexitat, i doncs la seua originalitat, intercanvien matèria i energia amb l'entorn, com va analitzar notablement Prigogine. Així els éssers vivents serien les màquines d'un gènere particular o “d'un altre ordre”. Encara queda que, per la complexitat dels seus “mecanismes” nerviosos, certs éssers vivents, els animals, són capaços de sentir dolor, veure patiment, aquest que dona accés a unes vivències originals i, dins l'estat actual de les coses, prou diferents a les màquines construïdes per l'ésser humà.

## Tecnologia
Les màquines són un tipus de tecnologia la base de la qual és la mecànica aplicada en enginyeria mecànica o l'industrial. Tot i que en aquestes disciplines se sol considerar que com més simple és, millor (menys casos de fallida, manteniment més ràpid i homogeni en el temps, socialment més accesible, menys lligada a monopolis multinacionals privats, etc.), amb el temps en alguns casos s'han posat màquines en xarxa o en línia, com les línies de muntatge en un procés de fabricació, per exemple. Sempre cal almenys un mínim de mecànica, tot i que pot ser que calgui també tecnologia d'electricitat, hidràulica i d'altres, com per exemple la tecnologia 4.0.

### Mecatrònica
Les màquines modernes del segle xxi fan servir tres grans disciplines de l'enginyeria de manera integrada: La mecànica, l'electrotècnia, l'electrònica, a més de la informàtica. D'aquesta manera es poden aconseguir dissenys dits "intel·ligents".